# Чебан, Александр Иванович
Алекса́ндр Ива́нович Чеба́н (настоящая фамилия — Чеба́нов; 30 августа 1886, Саратов — 8 октября 1954, Москва) — русский советский актёр, режиссёр. Народный артист РСФСР (1947), лауреат Сталинской премии первой степени (1947).

## Биография
Родился в Саратове, в семье слесаря. Любовь к театру впитал от матери, «благоговейной театралки». Начальное образование получил в саратовском техническом училище (окончил со званием техника-механика), в Москве поступил в Коммерческий институт, одновременно — в консерваторию по классу пения.

Лет 10-ти я пошел в церковный хор, был дискант-солист, потом появился красивый бас, и до 20 лет я пел в соборе, только не по найму, а в качестве любителя-гастролера… Окончив среднетехническую школу, в августе 1907 г. я поехал в Москву экзаменоваться прямо в консерваторию, и был принят на стипендию к проф. Лавровской по её же классу.— А. И. Чебан, Автобиография, 1928.
В 1907—1910 годах Александр Чебан учился в Московской консерватории, однако через два года подорвал голос. С 1909 года пел в хоре Московского Художественного театра. В 1911 году был принят в труппу театра.

Будучи нуждающимся студентом, ради заработка, я поступил в вокальную часть — в хор Московского Художественного театра в 1909 г. Участие в творческой жизни прославленного МХТ и наблюдение в непосредственной близости работы великих режиссёров К. С. Станиславского и В. И. Немировича-Данченко со знаменитыми артистами раскрыли перед взорами моей души новый, невиданный дотоле мир подлинного, глубокого и пленительного творчества… Этот новый мир зажёг во мне страстное желание и мысль о том, как бы соединить свою жизнь с жизнью любимого театра — МХТ. К моему счастью, так оно и получилось! После двухлетнего служения в хоре МХТ, выдержав конкурсное испытание, я перешёл в драматическую часть — в сотрудники МХТ.— А. И. Чебан Автобиография, 1928.

А. И. Чебан в роли слуги Текльтона. Спектакль «Сверчок на печи». 1-я студия Художественного театра. 1914—1918

Вскоре после создания Первой студии А. И. Чебан, параллельно с работой в МХТ, стал участвовать и в студийных спектаклях. Среди его ролей в спектаклях Первой студии: Симон-плотник — в «Гибели „Надежды“», Фрибе — в «Празднике мира», слуга Текльтона — в «Сверчке на печи», безымянный 2-й калика — в «Каликах перехожих», Стреттон, хозяин бара — в «Потопе», король-отшельник — в «Балладине», Монс — в «Эрике XIV», отец Пьер — в «Архангеле Михаиле» и др.
Рассказывая о способах создания образа, Михаил Чехов писал о своём коллеге Александре Чебане:
Можно пользоваться, например, советами и указаниями лица, которому доверяешь и мнением которого дорожишь… Я, например, часто пользуюсь указаниями А. И. Чебана, не беспокоя при этом его самого. Я мысленно сажаю его в зрительный зал во время спектаклей или репетиций и предоставляю ему действовать на меня. Я чувствую при этом, как меняется моя игра, как облагораживается она и какая чёткость выступает в моих жестах, словах и целых кусках роли. Художественное чутьё, вкус и мастерство Чебана, которому я беззаветно верю, как художнику, начинают действовать на меня или, вернее, во мне.

С 1922 года А. И. Чебана стали привлекать к режиссёрской работе Первой студии, а затем и МХАТа Второго, в труппу которого он перешёл со многими студийцами в 1924 году. Как режиссёр он участвовал в постановках Первой студии и МХАТа Второго: «Укрощение строптивой», «Гамлет», «Петербург», «Смерть Иоанна Грозного», «Чудак», «Двор», «Суд», «Свидание», «Нашествие Наполеона». 

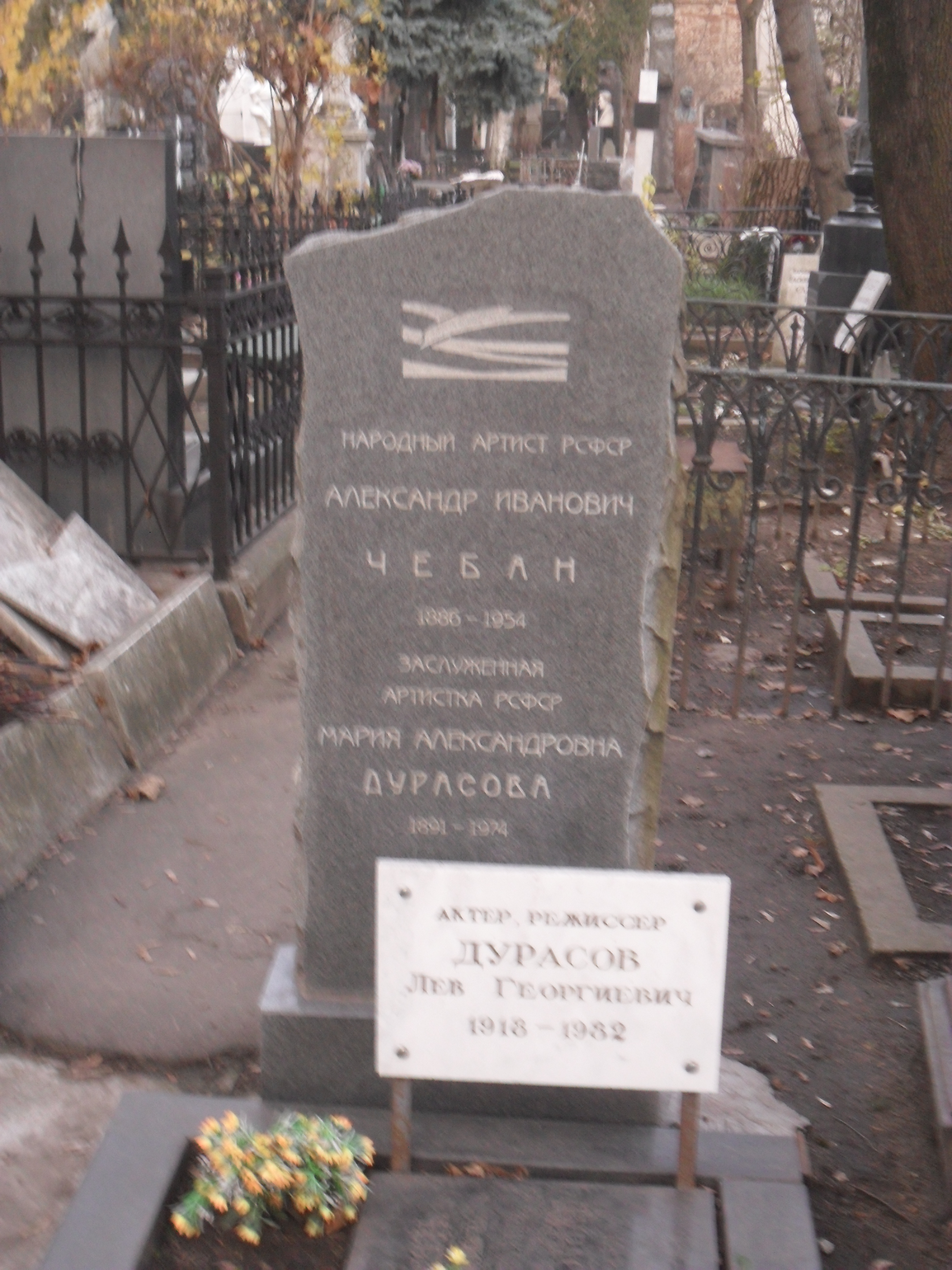
Могила А. И. Чебана
на Новодевичьем кладбище

После закрытия МХАТа Второго А. И. Чебан в 1936 году перешёл во МХАТ СССР имени М. Горького, где работал до конца жизни.
Жена — Мария Александровна Дурасова, актриса Первой студии и МХАТа Второго.
Скончался 8 октября 1954 года. Похоронен в Москве на Новодевичьем кладбище (участок № 2).

## Театральные работы

### Актёр
Московский Художественный театр
- 1936 — «Любовь Яровая» К. Тренёва — Роман Кошкин
- 1944 — «Последняя жертва» А. Островского — Флор Федулович Прибытков
- 1947 — «Русский вопрос» К. Симонова — Макферсон
- 1947 — «Победители» Б. Чирскова — Владимир Викентьевич Виноградов
- 1949 — «Домби и сын» по Ч. Диккенсу — Поль Домби
- «На дне» М. Горького — Татарин
- «Синяя птица» М. Метерлинка — Пёс
- «Смерть Пазухина» М. Салтыкова-Щедрина — Иван Прокофьевич Пазухин

МХАТ 2-й
- «Гибель „Надежды“» Г. Гейерманса — Симон
- «Праздник мира» Г. Гауптмана — Фрибе
- «Потоп» Т. Бергера — Стретон
- «Эрик XIV» А. Стриндберга — Монс
- «Гамлет» У. Шекспира — Клавдий
- «Закат» И. Бабеля — Мендель Крик
- «Свидание» К. Финна — Измайлов
- «Смерть Иоанна Грозного» А. Толстого — Иван Грозный

### Режиссёр
МХАТ 2-й
- 1924 — «Гамлет» У. Шекспира (совместно с В. Смышляевым и В. Татариновым)
- 1925 — «Петербург» А. Белого (совместно с С. Бирман и В. Татариновым)
- 1927 — «Смерть Иоанна Грозного» А. Толстого (совместно с В. Татариновым)
- 1929 — «Чудак» А. Афиногенова (совместно с И. Берсеневым)
- 1935 — «Свидание» К. Финна (совместно с А. Азариным)

## Фильмография
- 1916 — Тася — Вадим, студент
- 1918 — Бал Господень — Кирилл, горбун-идиот
- 1919 — Мать — Михаил Власов
- 1936 — Заключенные — большой начальник, работник ГПУ
- 1938 — Глубокий рейд — начальник воздушных сил
- 1941 — Парень из тайги — секретарь райкома
- 1950 — Секретная миссия — генерал советской разведки

## Почётные звания
- заслуженный артист РСФСР (28 января 1933);
- народный артист РСФСР (5 ноября 1947)[9];
- Сталинская премия первой степени (1947) — за исполнение роли Владимира Викентьевича Виноградова в спектакле «Победители»[источник не указан 756 дней];
- орден Ленина (26 октября 1948)[10];
- орден Трудового Красного Знамени (26 октября 1938) — в связи с сорокалетием Московского Ордена Ленина Художественного Академического театра СССР имени М. Горького[11];
- медали СССР[источник не указан 756 дней].